# Exocentrus mehli
Exocentrus mehli là một loài bọ cánh cứng trong họ Cerambycidae.